# 克里斯蒂安·金特二世
克里斯蒂安·金特二世（德語：Christian Günther II.，1616年4月1日—1666年9月10日），施瓦茨堡-松德斯豪森-阿恩施塔特伯爵，克里斯蒂安·金特一世的長子。

## 家庭
1645年，克里斯蒂安·金特二世與索菲·多蘿希（Sophie Dorothee）結婚，兩人共有1子2女：
1. 希比爾·朱麗安（1646年—1698年）
2. 索菲·多蘿希（1647年—1708年）
3. 約翰·金特（1654年—1669年），早逝